# Austroclimaciella leopoldi
Austroclimaciella leopoldi là một loài côn trùng trong họ Mantispidae thuộc bộ Neuroptera. Loài này được Lestage miêu tả năm 1934.